# Rheumaptera prunivorata
Rheumaptera prunivorata är en fjärilsart som beskrevs av Ferguson 1955. Rheumaptera prunivorata ingår i släktet Rheumaptera och familjen mätare. Inga underarter finns listade.

## Bildgalleri

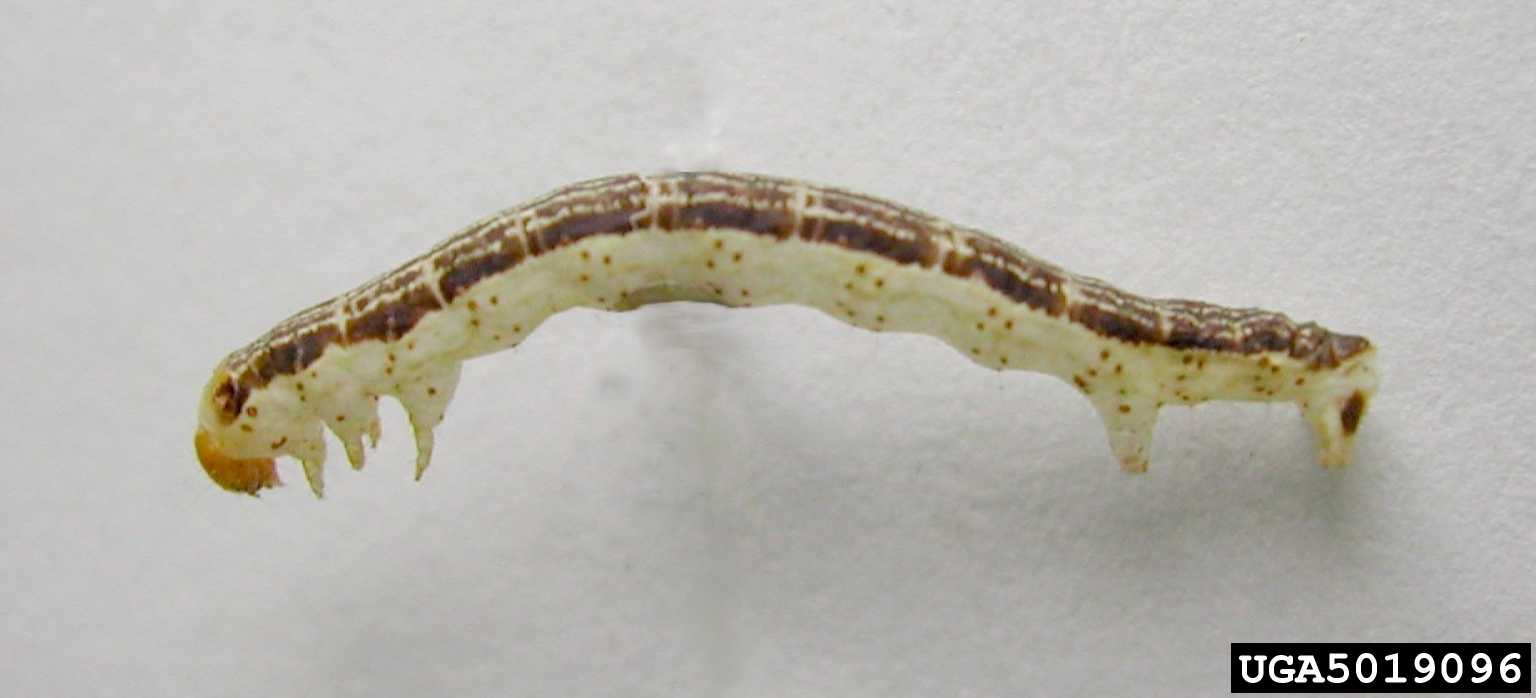